# Abono de permanência
O abono de permanência (no Brasil) é o reembolso da contribuição previdenciária, devido ao Servidor público em regime contratual estatutário que esteja em condição de aposentar-se, mas que optou por continuar em atividade.
Foi instituído pela emenda constitucional número 41, de 16 de dezembro de 2003.
Para fazer jus a concessão do abono de permanência o servidor deverá:
- I - Ter completado, nos termos do art. 3º da Emenda Constitucional no. 41, os requisitos para obtenção da Aposentadoria Voluntária constantes na legislação vigente até 31 de dezembro de 2003;
- II - Completar, nos termos do art. 2º da Emenda Constitucional no. 41, os requisitos para obtenção da Aposentadoria Voluntária;
- III - Completar, nos termos do art. 40 da Constituição Federal, os requisitos para obtenção da Aposentadoria Voluntária;
- IV - Completar, nos termos do art. 6º da Emenda Constitucional no. 41, combinado com o § 19 do art. 40 da Constituição Federal, os requisitos para obtenção da Aposentadoria Voluntária.

O abono de permanência corresponde ao valor da contribuição previdenciária mensal do servidor e será concedido ao servidor que o requerer.
O pagamento do abono de Permanência subsistirá até que:
- I – Haja formalização de pedido de Aposentadoria Voluntária;
- II - Haja a concessão de Aposentadoria por Invalidez;
- III – Ocorra o adimplemento da idade limite para a concessão da Aposentadoria Compulsória.